# Duché de San Giulio
Le duché de San Giulio fut l'un des duchés institué par les Lombards en Italie. Les informations qui nous sont parvenues sur sa fondation et sur les évènements internes qui s'y sont déroulés sont peu nombreuses et fragmentaires

## Histoire
La date de création du duché n'est pas connue. Son territoire est conquis par les Lombards déjà sous le règne de  Alboïn, et le nom d'un seul duc nous est parvenu, Mimulf, qui est duc de l'île San Giulio (Mimulf(us) de insula Sancti Iuliani en latin) vers 575.

Le duc Mimulf se rebelle contre le roi Agilulf, comme cela est reporté dans Origo gentis Langobardorum. Pour ces faits, il est décapité en 590, accusé de trahison en faveur des Francs.

En 1688, lors des fouilles effectuées pour construire un séminaire, une tombe dont le sarcophage contient un corps sans tête est découverte et sur le couvercle est reporté le texte amputé: "MEYNUL[...]". Le couvercle est perdu alors que le petit sarcophage est réutilisé  pour l'aumône à l'intérieur de la basilique de San Giulio, où il se trouve encore.
En ce qui concerne les motifs de la localisation du siège du duché sur l'île de San Giulio, plutôt qu'à Novare - la ville la plus proche et le siège de l'autorité ecclésiastique - par analogie à ce qui se produit dans les autres duchés de l'aire piémontais (Turin et Asti), les historiens sont en désaccord. Deux motifs sont évoqués: le fait que l'île de  San Giulio soit un centre fortifié important, considérée en ces temps comme imprenable comme l'île Comacina, sur le Lac de Côme, qui représente un point de résistance à l'avancée des Lombards dans la péinisule et l'anomalie, pas encore éclaircie de la marginalité de la ville de Novare en ce qui concerne l'organisation qui la conduit, même au cours de la période suivante, l'époque carolingienne, à ne pas héberger l'autorité suprême qui lui préfère le château de Pombia.
Un autre témoignage de la présence lombarde dans la zone du Lac d'Orta est le résultat d'une récente  campagne de fouilles archéologiques effectuées près de l'église de  San Lorenzo à Gozzano qui a permis de mettre en évidence de nombreuses sépultures de personnages appartenant à la classe dominante lombarde et datant du VIIe siècle et dont la présence est probablement liée à la proximité du siège administratif du duché de San Giulio.

## Sources
- Paul Diacre, Historia Langobardorum (Storia dei Longobardi, Milano, Fondazione Lorenzo Valla - Mondadori, 1992).

- (it) Cet article est partiellement ou en totalité issu de l’article de Wikipédia en italien intitulé « Ducati di San Giulio » (voir la liste des auteurs).